# Porsche-Diesel Standard T 217
 (février 2025).
Le Porsche-Diesel Standard T 217 était un tracteur fabriqué par Porsche-Diesel Motorenbau GmbH, basé à Friedrichshafen sur le lac de Constance et qui produisait le modèle Standard T 217 de 1960 à 1963.
À la suite de la restructuration de Porsche-Diesel au début des années 1960, un tracteur de 20 ch pour le remorquage et le transport a été conçu, le Standard T 217, doté d’un moteur vertical bicylindre refroidi par air. Le filtre à air à bain d’huile, le vilebrequin à trois paliers et le ventilateur de refroidissement radial du tracteur Porsche-Diesel étaient avancés pour l’époque. Outre la pédale de réglage de la vitesse, actionnable au pied, le Porsche-Diesel T 217 se caractérisait par un arbre à cames entraîné par engrenage situé en dessous. La poulie amovible peut être utilisée avec un fonctionnement à gauche ou à droite et également avec une extension d’arbre de prise de force. La suspension à point de pivot du tracteur a une capacité de levage maximale d’environ 650 kg. Le vérin de levage du Porsche-Diesel Standard T 217 se caractérisait par une course de piston de 108 millimètres de long et d’un diamètre de piston de 90 millimètres.
De plus, le tracteur Porsche-Diesel Standard T 217 était équipé d’un compteur horaire pour le fonctionnement, d’une jauge à carburant et d’un jeu de pneus supplémentaires de 2 x 30 kilogrammes. De plus, un chargeur frontal et un élévateur électrique ont été intégrés à l’équipement spécial. Une capote, une faucheuse et des garde-boue, dont un deuxième siège qui pouvait être monté sur le garde-boue, étaient disponibles.

## Crédit de traduction
- (de) Cet article est partiellement ou en totalité issu de l’article de Wikipédia en allemand intitulé « Porsche-Diesel Standard T 217 » (voir la liste des auteurs).